# Jacoba Susanna Holtzhausen
Jacoba Susanna (Nunez) Holtzhausen (* 22. Mai 1886 auf der Farm „Die Post“ in der Nähe von Port Elizabeth, Kapkolonie; † 30. April 1974 in Middelburg, Transvaal) war eine südafrikanische Opernsängerin (Sopran) und Gesangspädagogin.

## Leben
Jacoba Susanna Nunez Holtzhausen stammt aus einer deutschen Familie. Ihre Vorfahren emigrierten im Jahre 1730 nach Südafrika. Kurz vor dem Zweiten Burenkrieg (1899–1902) zog ihr Vater aus der Kapkolonie in die Provinz Transvaal und schloss sich, obwohl er formell Staatsangehöriger der Britischen Krone war, den Streitkräften der Buren an. Ihre Mutter war während des Burenkrieges in einem Konzentrationslager in Germiston interniert.
Holtzhausen erhielt aufgrund der Kriegsumstände keine reguläre Schulausbildung; den Schulbesuch nahm sie erst nach dem Ende des Burenkrieges wieder auf. Sie studierte dann ab 1905 in Stellenbosch am neubegründeten Konservatorium von F. W. Jannasch, um dort ein Diplom als Musiklehrerin zu erwerben. Nach Vollendung ihrer Studien unterrichtete sie 1908 als Musiklehrerin an der späteren Witwatersrand-Universität, wo sich ihr Interesse für Stimmbildung und Gesang entwickelte. Nach 1915 war sie Schülerin von Aimée Parkerson; später erhielt sie auch Gesangsunterricht bei dem Sänger Wilfried Burns-Walker.
Im Jahre 1924 ging sie für weitere Gesangsstudien nach Berlin. Die South African Music Encyclopedia (Ausgabe 1986) gibt an, Holtzhausen habe von 1924 bis 1926 an der „Kochen School of Singing“ in Berlin studiert; es bleibt jedoch unklar, um welches Institut es sich dabei genau handelte. Ihr Debüt als Sängerin gab sie, so die  South African Music Encyclopedia, 1926 in der Berliner „Schiller Hall“; hiermit ist wohl das heutige Konzerthaus Berlin gemeint. Von Berlin aus gastierte sie auch in den Niederlanden. Noch im selben Jahr (1926) kehrte sie jedoch nach Südafrika zurück.
Dort unternahm sie, begleitet von der Vortragskünstlerin Stephanie Faure, eine Tournee durch die westliche Kapprovinz, wobei sie sehr gute Kritiken erhielt. Sie konzertierte anschließend mit dem Durban City Orchestra, sang auf einer Tournee durch die Provinz Natal und gab einige Konzerte in Johannesburg und Pretoria. Anschließend unternahm sie eine eigene Solo-Tournee durch Südafrika und Rhodesien. Sie sang in ihren Konzerten Opernarien, Kunstlieder, insbesondere aber auch Volkslieder und Volksmusik in Afrikaans. Zu ihrem Repertoire gehörten insbesondere Arien für Koloratursopran, so Auszüge aus Norma, La Traviata, Die Zauberflöte, Ariadne auf Naxos und Der Rosenkavalier. Nunez Holtzhausen sang in Konzerten häufig auch die Wahnsinnsszene der Ophelia aus der Oper Hamlet von Ambroise Thomas und immer wieder Lieder über Nachtigallen, in denen sie ihrer Koloraturfähigkeiten zeigen konnte. Sie wurde daher als „Nachtigall des Transvaal“ bezeichnet. In ihren Konzerten, bei denen sie die Opernarien stets in zu der Rolle passenden Kostümen sang, wurde sie von der Pianistin Pollie Roberson begleitet.
Ab den 1920er Jahren setzte sich Holtzhausen, von patriotischen Motiven geleitet, intensiv für die Pflege des kulturellen Erbes der weißen Afrikaner in Südafrika ein. 1926 war sie Leiterin eines Kinderchors, der zum 40-jährigen Stadtjubiläum Johannesburgs im Festzug in historischen Voortrekker-Kostümen auftrat. Bei ihren öffentlichen Konzerten in den 1930er Jahren erschien sie häufig ebenfalls in Voortrekker-Kostümen. Sie beschäftigte sich mit dem Volkstanz der weißen Afrikaner, den sie zunächst in Kindergruppen, später dann auch bei Erwachsenen lehrte. 1933 trat ein von ihr geleitetes Tanzensemble bei einer Kulturveranstaltung in der Pretoria City Hall auf.
Sie war Initiatorin und erste „Musikalische Direktorin“ des Afrikaans Music Club (1941) in Pretoria. Sie war Mitglied der Federasie van Afrikaanse Kultuurvereniginge (FAK). Sie nahm, auf Anfrage der FAK, Lettie Jouberts Lentesang bei HMV unter der Nr. HMV  FJ/43 für die Schallplatte auf; sie sang außerdem auf der Rückseite der Aufnahme weitere Lieder. Dort ist auch Stephen Eyssen (1890–1981), der erste international bekannte südafrikanische Sänger, zu hören.
Von 1940 bis 1949 war sie Musiklehrerin an der Volksschule in Pretoria-Oos, wo sie alljährlich mit den Schülern eine Musikaufführung erarbeitete. Einer ihrer Erfolge war insbesondere die Aufführung von Boerenooientjie, eine Übersetzung des englischen Singspiels The Milkmaid in Afrikaans, bei der ein Kinderchor mit 400 Mitgliedern in historischen Voortrekker-Kostümen auftrat.
Von 1949 bis 1953 züchtete Nunez Holtzhausen Ayrshire-Rinder auf der Farm „Mizpah“ im Belfast-District im damaligen Ost-Transvaal. Ende 1953 kehrte sie nach Pretoria zurück. Aus ihrer ersten Ehe gingen zwei Söhne hervor. Ihr ältester Sohn wurde Farmer in Middelburg. Auf dessen Farm lebte sie bis zu ihrem Tode.